# Saint-Sernin-lès-Lavaur
 Saint-Sernin-lès-Lavaur là một xã thuộc tỉnh Tarn trong vùng Occitanie ở phía nam nước Pháp. Xã này nằm ở khu vực có độ cao trung bình 210 mét trên mực nước biển.